# Dicliptera spicata
Dicliptera spicata är en akantusväxtart som beskrevs av Joseph Decaisne. Dicliptera spicata ingår i släktet Dicliptera och familjen akantusväxter. Inga underarter finns listade i Catalogue of Life.